# Appressorium

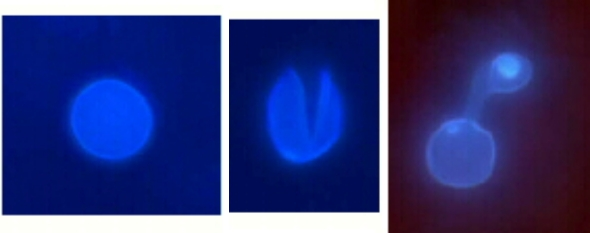
Rechts: kiemende conidiospore van de meeldauw Hyaloperonospora parasitica met appressorium op blad van zandraket

Een appressorium (meervoud appressoria) wordt gevormd door een kiemende schimmelspore aan het eind van de kiembuis. Het appressorium vormt een penetratiehyfe en enzymen die de cuticula oplossen. Door de productie van een grote hoeveelheid glycerol wordt een osmotische druk opgebouwd, waarmee de penetratiehyfe door de epidermis van de plant dringt. De benodigde energie wordt verkregen uit glycogeen.

## Zie ook

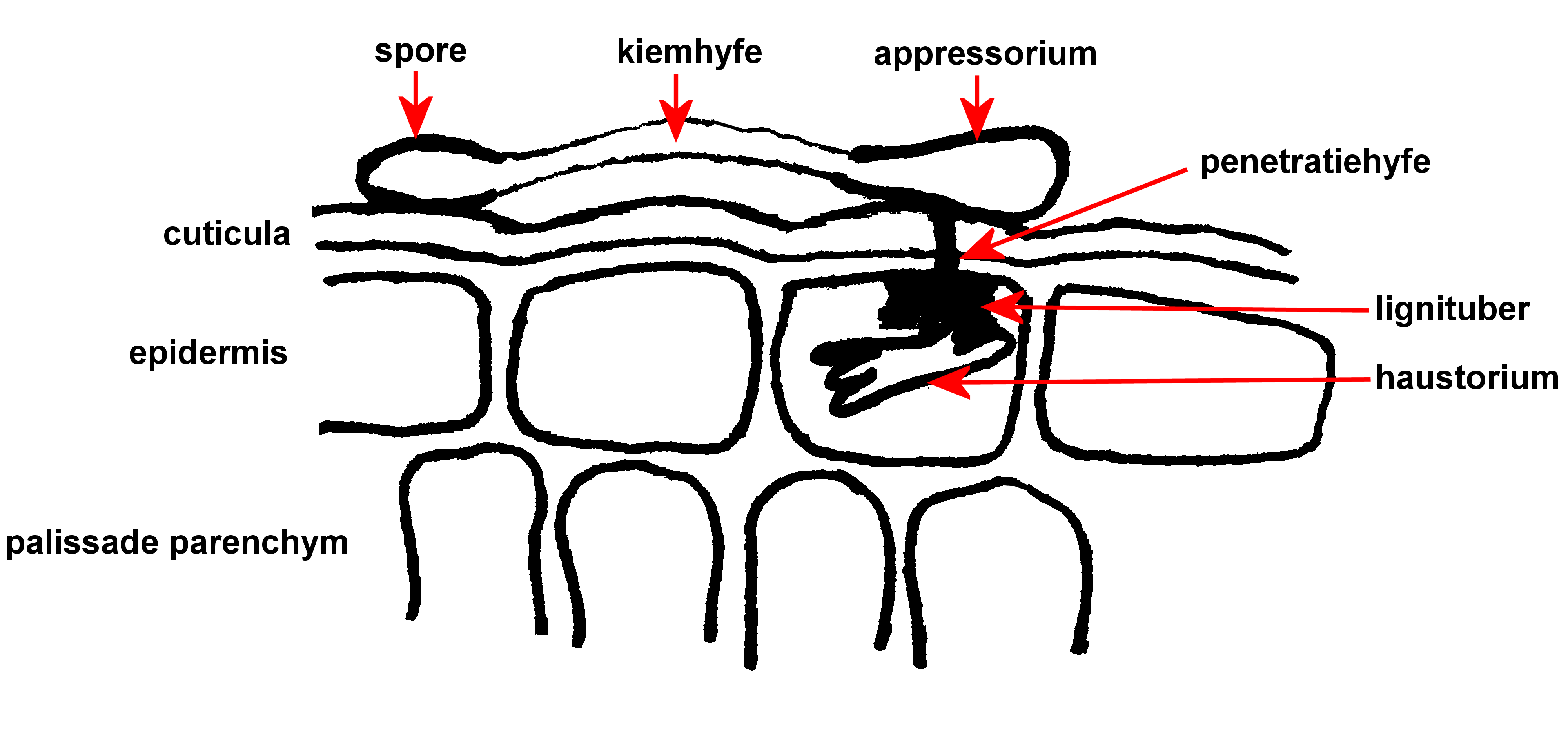
Kieming en penetratie
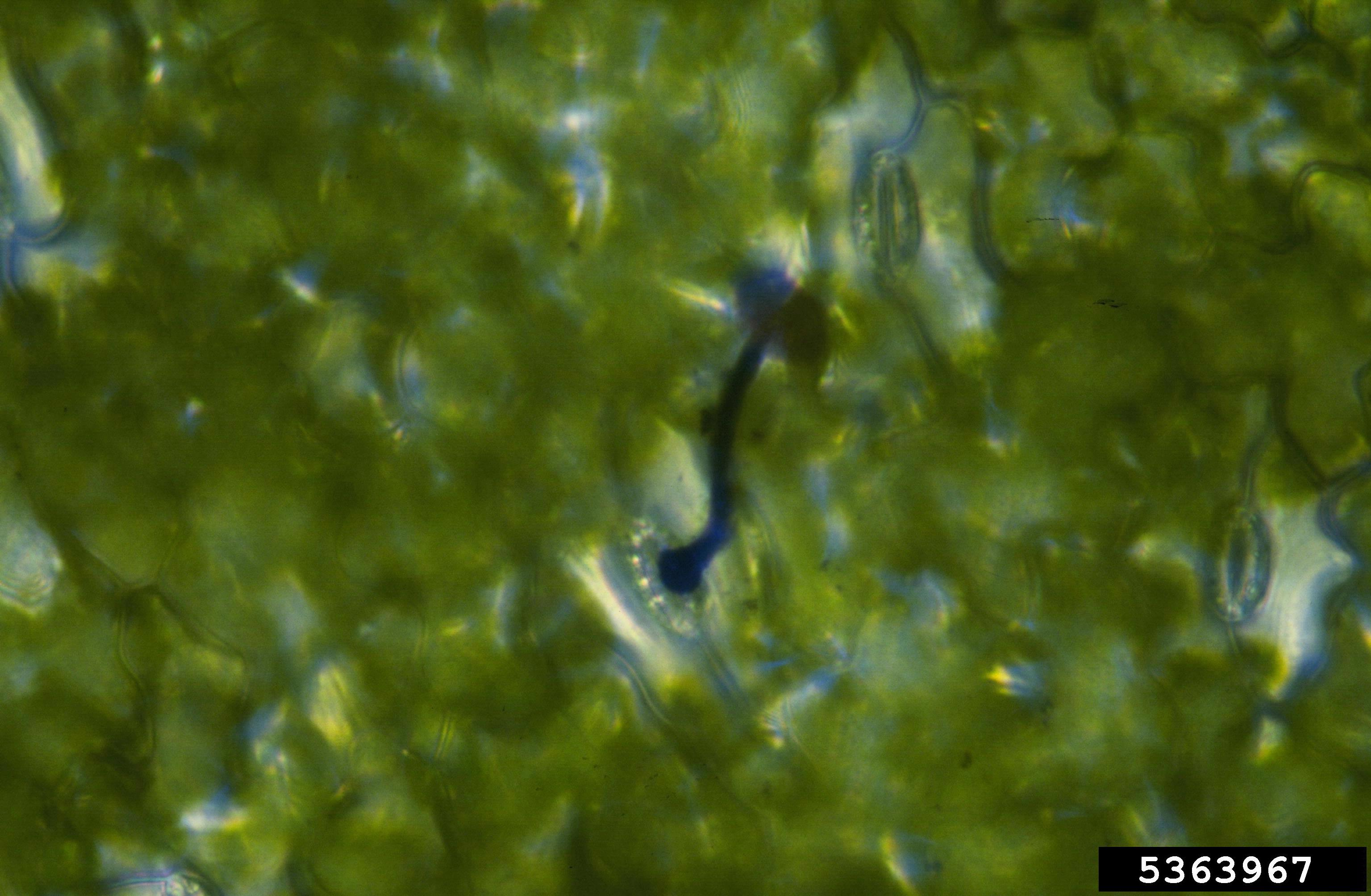
Kiemende uredospore met appressorium